# Amaterasu
Amaterasu er solen eller solgudinden i den japanske religion Shinto, og den  vigtigste gud af alle (kami) i religionen. Det fulde navn er Amaterasu-no-mikoto, der betyder ophøjet person, som oplyser himlene.
Amaterasu er datter af urguden Izanagi og søster til måneguden (Tsuki-yomi) og stormens gud (Susa-no-o). 

## Susa-no-o og Amaterasu
Oprindeligt var Susa-no-o gud over havene, men han var ikke tilfreds med fordelingen mellem ham og hans søskende. Han blev derfor forvist af Izanagi. Inden aflagde han sin søster Amaterasu et besøg. Hun frygtede hans besøg, men han fik hende overbevist om, at det var venskabeligt, og de parrede sig. Men alligevel ødelagde Susa-no-o Amaterasus land og rismarker, og Amaterasu blev så vred, at hun gemte sig i en grotte, og verden mistede sit lys. 
Det er den ene version af historien. Den anden er, at de to søskende havde en konkurrence om, hvem der kunne skabe flest væsner på en måned. Susa-no-o vidste at hans storesøsters halskæde havde magisk kraft, der kunne forstærke skaberevner, og stjal den. Herved vandt Susa-no-o konkurrencen, men i protest lukkede Amaterasu sig inde i en hule, fornærmet over broderens snyderi.
Susa-no-o blev forvist, og Amaterasu blev først lokket ud af grotten, da hun blev overbevist om, at man havde fundet en sol, der var lige så god som hende selv. Nysgerrigt kiggede hun ud, og man skyndte at holde et spejl foran hende. Da hun så den anden solgudinde fór hun overrasket ud af hulen, og man forseglede den.